# Autumnimiris albescens
Autumnimiris albescens är en insektsart som först beskrevs av Van Duzee 1925.  Autumnimiris albescens ingår i släktet Autumnimiris och familjen ängsskinnbaggar. Inga underarter finns listade i Catalogue of Life.